# حوش صهيا
حوش صهيا قرية سوريّة تتبع إداريّاً لمحافظة ريف دمشق منطقة مركز ريف دمشق ناحية ببيلا، بلغ تعداد سكانها 5,355 نسمة حسب التعداد السكاني لعام 2004.